# Педраццини, Массимо
Массимо Педраццини (итал. Massimo Pedrazzini; род. 3 февраля 1958, Милан) — итальянский футболист, игравший на позиции полузащитника. По завершении игровой карьеры — тренер.

## Биография
Родился 3 февраля 1958 года в городе Милан. Воспитанник футбольной школы клуба «Милан».

## Карьера игрока
Во взрослом футболе дебютировал в 1975 году за любительскую команду «Канту», в которой провел один сезон, приняв участие в 25 матчах Серии D, а в 1976 году подписал соглашение с клубом Серии B «Варезе», где провел три сезона.
В 1979 году перешёл в «Тернана», также играл в Серии В. Несмотря на достижения исторического полуфинала Кубка Италии, в конце сезона они вылетели из Серии С1. Там Педраццини провел ещё сезон, дойдя с командой до финала профессионального Кубка Италии по футболу 1980/1981 Кубка Италии 1980/81, проиграв в финале «Ареццо».
В сезоне 1981/82 Педраццини играл в Серии В за «Самбенедеттезе», после чего перешел в «Триестину», с которой выиграл чемпионат Серии С1 1982/83. Следующий сезон начал с этим же клубом во втором дивизионе, но в октябре вернулся в Серию С1, став игроком «Мессины», за которую и доиграл сезон.
В сезоне 1984/85 Массимо выступал за «Катандзаро», с которым тоже вышел в Серии В. Но и на этот раз надолго во втором дивизионе не задержался, поскольку осенью 1985 года его купила «Салернитана» из Серии С1 по просьбе тренера Джан Пьеро Гио, который уже тренировал его в «Тернани». Педраццини отыграл за команду из Салерно два сезона и носил повязку капитана.
В 1987 году заключил контракт с клубом «Мантова», в составе которого провел следующие два года своей карьеры игрока и вышел из Серии С2 в серию С1 в 1988году. Играя в составе «Мантовы», также в основном выходил на поле в основном составе команды и был капитаном команды.
Завершил игровую карьеру в команде «Фиоренцуола», за которую выступал в течение 1989—1991 годов, и в 1990 году вышел из Серии D до Серии С2. Всего за карьеру провел 140 матчей и забил 3 гола в Серии В, втором дивизионе Италии.
В 1977 году призывался в ряды юношеской сборной Италии (U-20), в составе которой был участником прошлогоднего молодёжного чемпионата мира в Тунисе, где итальянцы не смогли выйти из группы.

## Карьера тренера
Затем он стал футбольным тренером, работая с 1991 по 1996 год в молодёжной системе «Милана». В 2002—2003 годах он получил свой первый опыт работы главным тренером ФК «Монца» Серии С2, а позже присоединился к тренерскому штабу Вальтера Зенги, работая его помощником в «Стяуа Бухарест», «Црвена Звезда», «Газиантепспор» и «Аль-Айн». В сентябре 2007 года он был назначен исполняющим обязанности главного тренера после отставки Георге Хаги. В конце октября он был последовательно уволен и заменен Мариусом Лэкэтушем, но согласился остаться в «Стяуа» в качестве помощника тренера. Затем он работал временным менеджером в последних трех играх сезона 2008-09 после того, как Мариус Лэкэтуш ушел с поста босса «Стяуа» в мае 2009 года.
В июне 2009 года он согласился вернуться к работе вместе с Вальтером Дзенгой, став помощником тренера сицилийского клуба Серии А «Палермо», который он покинул позже в ноябре после увольнения Дзенги.